# Nail' Zakerov
Nail' Nabiulovič Zakerov (in russo Наиль Набиулович Закеров?; Mosca, 28 ottobre 1959) è un allenatore di calcio a 5, ex giocatore di calcio a 5 ed ex calciatore russo e precedentemente sovietico.

## Carriera
Con la nazionale maschile di calcio a 5 della Russia ha disputato il FIFA Futsal World Championship 1992 in cui la selezione russa è stata eliminata nel girone del primo turno comprendente Spagna, Stati Uniti e  Cina.